# Синий усач
Усач синий (лат. Agapanthia violacea) — вид жесткокрылых из семейства усачей.

## Распространение
Распространён в Европе (за исключением Севера), России, Казахстане, Турции и на Кавказе.

## Описание
Жук длиной от 7 до 13 мм. Время лёта с апреля по август.

## Развитие
Жизненный цикл вида длится год. Кормятся на различных травянистых растениях, например: Scabiosa, эспарцет (Onobrychis), синяк (Echium), шалфей (Salvia) и др.

## Вариации
- Agapanthia violacea var. mulsanti Plavilstshikov, 1930